# Cyprinella spiloptera
Espèce
Synonymes
- Photogenis  spilopterus (Cope, 1867)
- Notropis spilopterus  Cope, 1867
- Hybopsis fretensis Cope, 1867

Statut de conservation UICN

LC : Préoccupation mineure

Répartition géographique
Le méné bleu (Cyprinella spiloptera) est une espèce de poissons à nageoires rayonnées dans la famille des Cyprinidae. Fréquentant l'eau douce, c'est une espèce de petite taille que l'on retrouve avec abondance dans plusieurs cours d'eau de l'Amérique du Nord; le méné bleu adulte se nourrit d'insectes à la surface de l'eau ainsi que d'organismes aquatiques immatures.

## Taxinomie
Edward Drinker Cope décrit le méné bleu en 1867.

## Description
Une tache noire caractéristique est présente sur la membrane entre les trois derniers rayons de son nageoire dorsale; cette tache peut être obscure ou pâle chez les plus petits ménés bleu. Ils ont une barre noire verticale postérieure à l'opercule. Leur bouche est ouverte dans la position terminale; ils possèdent des écailles en forme de diamant et le contour de chacune est pigmenté noir. Les mâles qui se reproduisent deviennent fortement pigmentés et d'une couleur bleu métallique vers la fin du printemps et le début de l'été, les nageoires ventrales changent pour un jaune mat ou éclatant. Cette espèce de méné a également 37 à 39 écailles en ligne latérale. Ils ont huit rayons à leur nageoire anale, différent de leur proche cousin Cyprinella analostana.

## Distribution et habitat

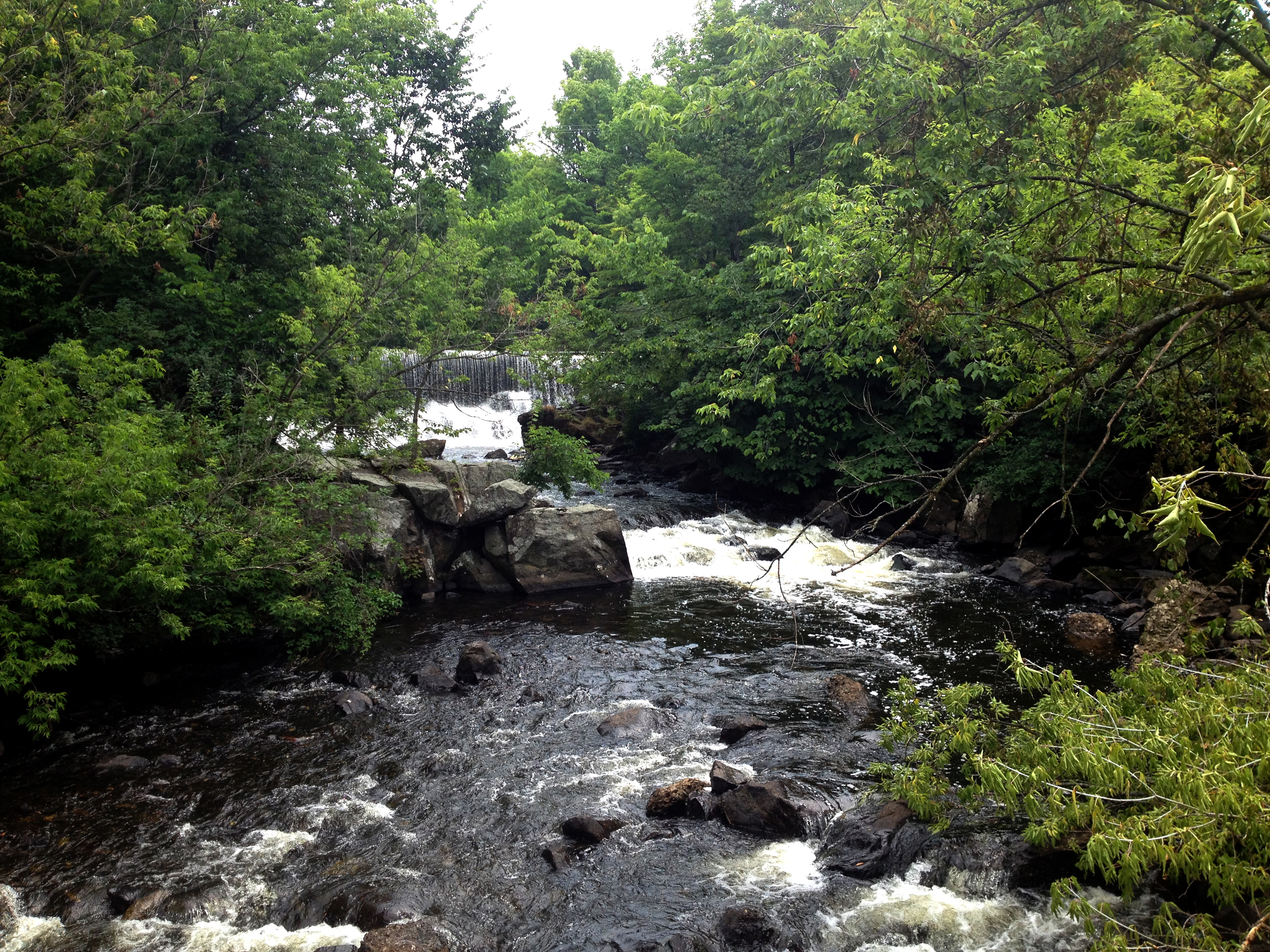
La rivière Yamaska Nord possède une population de méné bleu.

On retrouve Cyprinela spiloptera  dans tous les grands lacs (à l'exception du lac Supérieur) et dans le bassin de drainage du fleuve Saint-Laurent, Québec, jusqu'au bassin versant du Potomac, en Virginie. Ils habitent aussi des régions d'Ontario à New York, jusqu'au Dakota du Nord, le sud de l'Alabama et des zones dans l'ouest de l'Oklahoma. Le méné bleu est aussi situé dans des emplacements isolés des monts Ozarks.

## Étymologie
Cyprinella signifie carpe en latin et spiloptera est dérivé des mots latins spilos (pois ou tache) et pteron, qui veut dire aile ou poisson. 

## Statut de conservation
Présentement, C. spiloptera  est listée comme une espèce à préoccupation mineure, signifiant que leur population est abondante et sans menace imminente.